# Hybos ruyuanensis
Hybos ruyuanensis är en tvåvingeart som beskrevs av Yang, Merz och Patrick Grootaert 2006. Hybos ruyuanensis ingår i släktet Hybos och familjen puckeldansflugor. Inga underarter finns listade i Catalogue of Life.